# Збруя

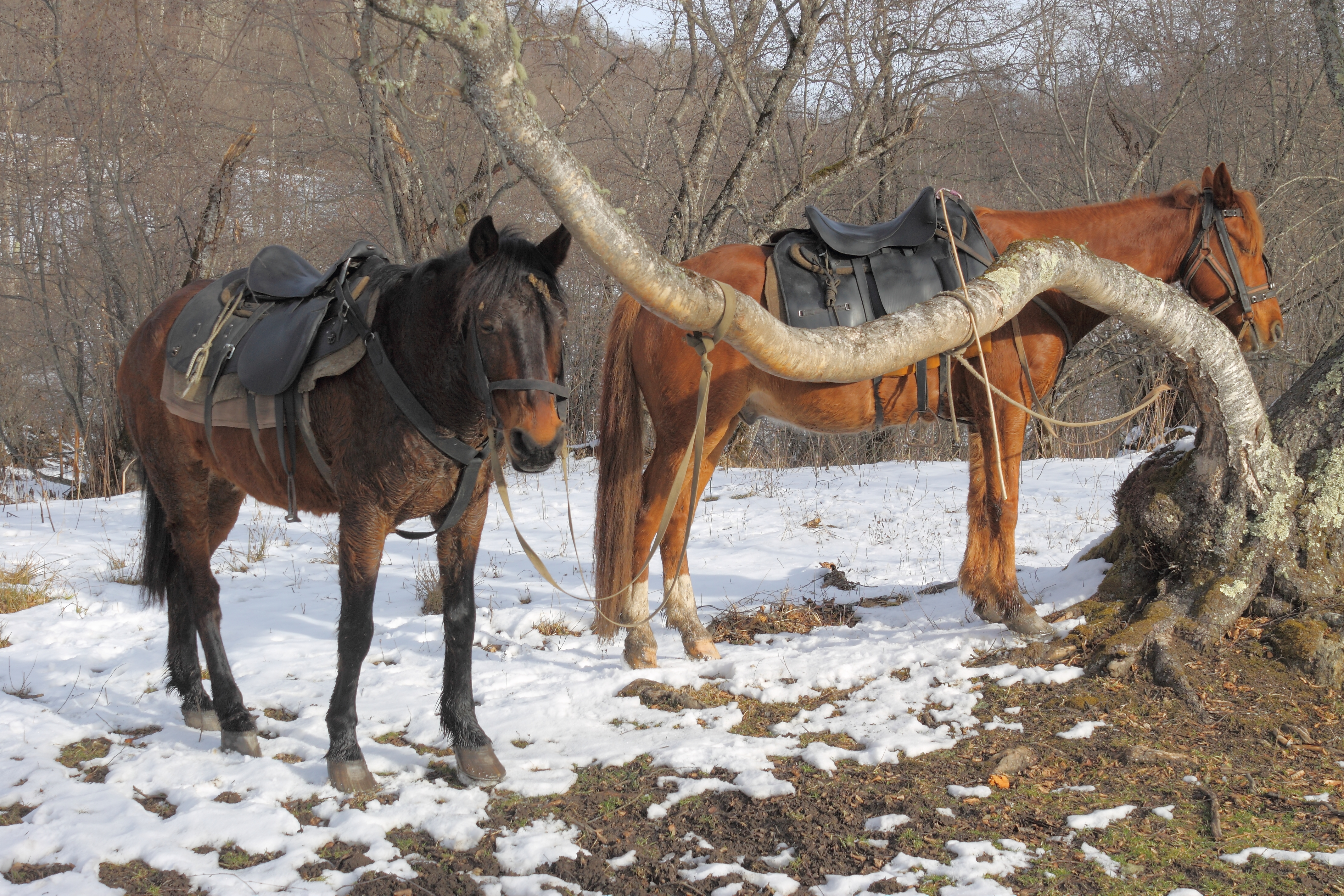
Верхова збруя

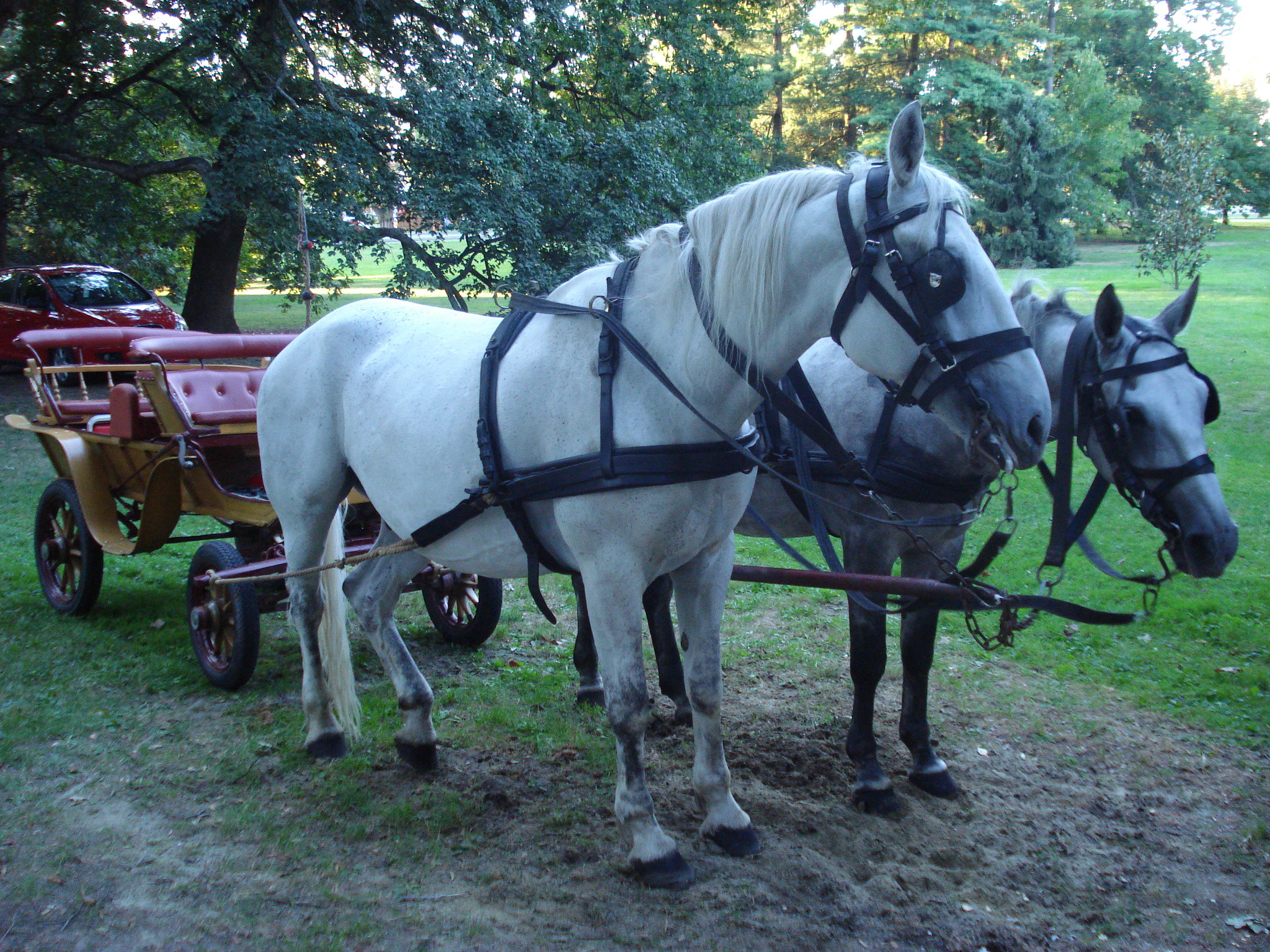
Упряжна збруя

Збру́я (від пол. zbroja — «обладунок», «спорядження», «зброя»), за́пряг, запря́жка — предмети для запрягання або сідлання коней та інших тварин.

## Верхова і в'ючна збруя
Така збруя призначена для верхових і в'ючних коней (ослів, мулів, верблюдів). Кінська верхова збруя складається з сідла, вуздечки і поводів. Для закріплення сідла використовують попругу, іноді також нагрудник і підхвістя. Для лякливих коней і на скачках використовують наочники. До допоміжних елементів, якими здійснюється з'єднання вуздечки з попругою, належать мартингал, шпрунт, шамбон, «гумка», розв'язки та ін.

## Упряжна збруя
Упряжна збруя або упряж, за́пряг — сукупність предметів для запрягання коней, волів, оленів, собак та інших тварин. Запряжені коні або інші тварини називаються за́прягом чи запря́жкою (кілька тварин разом — упряжкою). За призначенням запряги поділяють на транспортні, сільськогосподарські й виїзні.
Залежно від використовуваної упряжі запряги (способи запрягання) поділяють на:
- Голобельно-дуговий («російський»)
- Голобельно-посторонковий («англійський»)
- Посторонково-дишловий (різновид — тачанковий запряг)
- Посторонковий
- Комбінований